# Chlorita vana
Chlorita vana är en insektsart som beskrevs av Dlabola 1971. Chlorita vana ingår i släktet Chlorita och familjen dvärgstritar.
Artens utbredningsområde är Turkiet. Inga underarter finns listade i Catalogue of Life.